# Cassius Chaerea
Cassius Chaerea († 41 n. Chr.) war ein römischer Prätorianertribun, der an der Ermordung des römischen Kaisers Caligula beteiligt war.
Unter dem Feldherrn Germanicus diente Cassius Chaerea im Jahr 14 als junger Mann in Germania inferior im Rang eines Centurio in einer dort stationierten Legion. Bei der Meuterei der Legionen konnte er sich der angedrohten Misshandlung oder Tötung widersetzen.
Später wurde er Tribun der Prätorianergarde in Rom. Kaiser Caligula soll ihn ständig gedemütigt und als verweichlicht verspottet haben. Aus Rache begann er mit seinem Mittribun Cornelius Sabinus eine Verschwörung gegen den Kaiser, der Caligula am 24. Januar 41 zum Opfer fiel. Chaerea ließ auch Caligulas Frau Caesonia und ihre Tochter töten. Er war gegen die Ausrufung des Claudius zu Caligulas Nachfolger. Noch bevor Claudius Kaiser geworden war, ließ er Chaerea in einem Eilverfahren aufgrund des Vorwurfs der Verschwörung durch ein hastig zusammengestelltes consilium aburteilen und hinrichten. Das Gericht kam zu der Auffassung, dass das Motiv ehrenhaft und der Taterfolg selbst zu begrüßen sei, die Täter jedoch wegen anmaßender Treuelosigkeit ihr Leben verwirkt hätten. Dies sollte auch als Abschreckung möglicher Nachahmer wirken.